# Gregor Baci
Gregor Baci (en húngaro: Gergely Paksy) fue un noble húngaro del siglo XVI conocido por la grave lesión de lanza que sufrió en la cabeza, durante una justa o una batalla contra los turcos otomanos. Según el relato tradicional de los hechos, Baci sobrevivió un año a esta herida pese a la gravedad de la misma. Entre otras fuentes, la historia de Baci se ha transmitido a través de un retrato elaborado por un pintor alemán anónimo, que a fecha de febrero de 2022 se encontraba en la Cámara de Arte y Curiosidades del archiduque Fernando II en el castillo de Ambras, situado en la localidad austríaca de Innsbruck.

## Biografía

### Identidad
La identidad del hombre representado en el retrato de Gregor Baci, así como la causa exacta de su lesión, no se habían establecido de forma fehaciente a fecha de febrero de 2022, ya que circulan diversas versiones al respecto.
De acuerdo con la leyenda del citado cuadro, la persona retratada en él es el caballero húngaro «Gregor Baci» La leyenda narra que Baci fue herido accidentalmente en la cabeza con una lanza de torneo, en el transcurso de una justa de caballeros del siglo XVI. Sin embargo, esta versión legendaria de los hechos se contradice con la información de un inventario del año 1621, que atribuye la lesión de Baci a una batalla contra los turcos otomanos (en la que el aristócrata húngaro habría luchado como húsar). Atendiendo a dicho documento, Baci vivió un año más después de que lo hirieran en combate. A fecha de febrero de 2022 se desconocía aún la causa exacta de su muerte, pero todo apunta a que Baci habría sucumbido finalmente a una infección tardía de su herida.
Por su parte, el investigador húngaro Józef Bánlaky documentó en 2001 la existencia de un tal Gergely Paksy, que sobrevivió durante algún tiempo a una herida en la cabeza infligida por una lanza turca. Dado que Gregor Baci parece ser la grafía germanizada del nombre húngaro Gergely Paksy, es probable que ambos fueran la misma persona.

### Retrato de Gregor Baci y grabado de Gergely Paksy

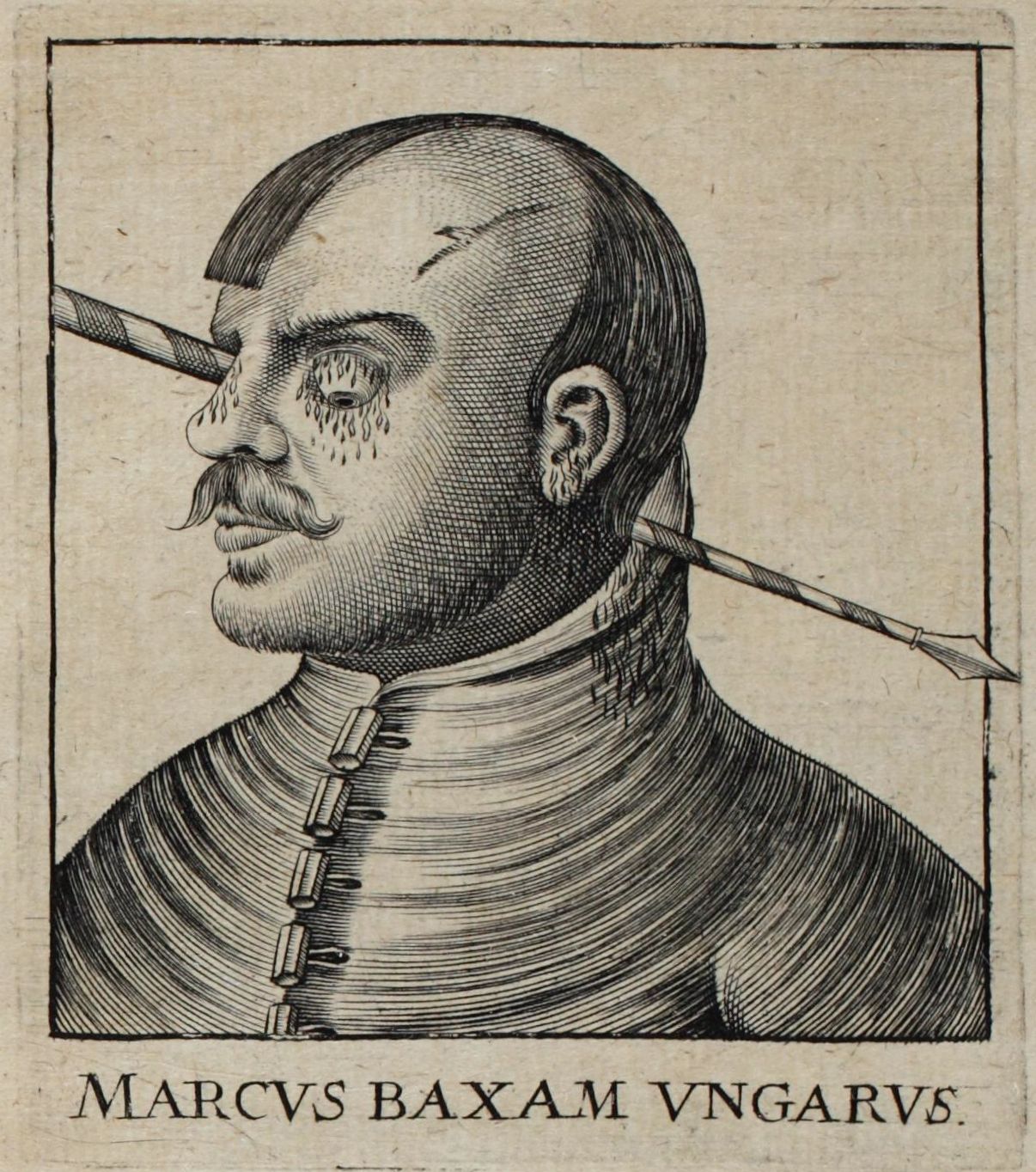
Grabado en cobre con el busto de Gergely Paksy o Marcus Baxam (Anónimo, hacia 1598), muy similar al Retrato de Gregor Baci (Anónimo alemán, hacia 1550).

El retrato de Gregor Baci fue pintado hacia 1550 por un artista alemán desconocido, que empleó la técnica del óleo sobre lienzo; la obra tiene unas dimensiones de 31×39 cm. La existencia del cuadro está documentada desde 1621, cuando apareció por primera vez en un inventario. A fecha de febrero de 2022, el retrato de Baci pertenecía a la colección del castillo de Ambras, ubicado en la localidad austríaca de Innsbruck. La inscripción Gregor. BAXI VNG: NOB: en la esquina superior izquierda identifica al retratado como el noble húngaro Gregor Baci. Este retrato acabó en el castillo de Ambras a raíz del afán coleccionista del archiduque Fernando II, quien participaba del interés renacentista por todo lo «extraordinario» o «anómalo» (como lo era la historia de Gregor Baci para los gustos europeos del siglo XVI).
En términos artísticos, el cuadro es un retrato de busto de un hombre joven de medio perfil, que mira hacia la izquierda. El sujeto retratado (Gregor Baci) luce un traje corto azul de cuello alto, bigote, barba completamente afeitada y una cicatriz, esta última visible en el cuero cabelludo del lado izquierdo de su cabeza, parcialmente rapada. A su vez, la cabeza de Baci se encuentra atravesada por una lanza blanca, decorada con una banda marrón en espiral que muestra un dibujo de plumas rojas. Concretamente, la lanza ha entrado en la cabeza de Baci por el ojo derecho y ha salido por la zona del cuello. En la cara, el orificio de entrada se representa con un círculo de gotitas de sangre en el puente de la nariz, mientras que la piel del punto de salida se halla ensangrentada y desgarrada. El ojo izquierdo está hinchado, inyectado en sangre y sobresale ligeramente de la cuenca ocular.
Además del retrato de Gregor Baci, hay un grabado en cobre de Gergely Paksy elaborado en torno a 1598, muy similar al citado retrato. Tanto la herida de lanza, como el aspecto de la persona retratada en el grabado son prácticamente idénticos al retrato de Baci expuesto en el castillo de Ambras. No obstante, el hombre del grabado viste un cuello acolchado con botones rectangulares, a diferencia del individuo del retrato.

### Aspectos clínicos
A fecha de febrero de 2022, resultaba imposible determinar el grado de fidelidad con el que se representa la herida en el cuadro: no se había esclarecido aún si el pintor retrató a Baci en persona, o si lo hizo basándose únicamente en el testimonio de terceros.
Como puede verse en el retrato de Gregor Baci, la lanza entró en la cabeza por la cuenca del ojo derecho y salió del cráneo por la nuca. El enrojecimiento y la protuberancia (exoftalmia) del ojo izquierdo se deben presumiblemente a una fístula del seno cavernoso. Para tratar la lesión de Baci, los cirujanos cortaron la lanza en el punto de entrada y en el de salida. En 2010, otros casos de lesiones similares a la de Baci demostraron que es posible sobrevivir a esta clase de heridas.
Ante lo improbable de que Baci hubiera vivido un año más tras sufrir una lesión así, un equipo de radiólogos, radioterapeutas y neurólogos de la Universidad Médica de Innsbruck reexaminó el caso del noble húngaro en 2012, a fin de verificarlo o desmentirlo científicamente. Para ello, los investigadores transfirieron los datos bidimensionales del cuadro a un modelo tridimensional del cráneo de un paciente anónimo, con objeto de elaborar un modelo de la lesión craneal de Baci mediante prototipado rápido. A partir de dicho modelo, el equipo de científicos confirmó la verosimilitud de las historias sobre Baci, así como la posibilidad de que este hubiera sobrevivido un año a la lesión.
En el mejor de los casos, la lanza habría atravesado el cráneo por debajo del cerebro. Asumiendo que el arma no hubiera lesionado las meninges, el riesgo de sepsis (infección) cerebral no era muy elevado, lo que conllevaba una alta probabilidad de que Baci hubiera sobrevivido. Por este motivo, los científicos de la Universidad Médica de Innsbruck concluyeron que Baci probablemente no llegó a padecer ningún impedimento significativo, pese a la extrema gravedad de su lesión. Los investigadores también determinaron que, en circunstancias favorables, una herida de este tipo no habría impedido necesariamente la supervivencia de Baci durante varios años. Por añadidura, cabe deducir que la propia lanza ayudó a prevenir la infección de la herida, gracias a las propiedades antisépticas de la pintura con base de plomo utilizada para decorar el arma. En relación con lo anterior, la exposición del castillo de Ambras incluye un modelo 3D del cráneo con la lesión de lanza, que se exhibe junto al retrato de Baci.